# Dave Gambee
David P. "Dave" Gambee (Portland, Oregón, 16 de abril de 1937) es un exjugador de baloncesto estadounidense que disputó 12 temporadas en la NBA. Con 1,98 metros de estatura, jugaba en la posición de alero.

## Trayectoria deportiva

### Universidad
Jugó durante tres temporadas con los Beavers de la Universidad Estatal de Oregón, en las que promedió 18,8 puntos y 10,6 rebotes por partido. Fue elegido en el segundo quinteto All-American por la UPI en 1958.

### Profesional
Fue elegido en la sexta posición del Draft de la NBA de 1958 por St. Louis Hawks, pero solo jugó dos partidos en su primera temporada, anotando dos puntos. Mediada la temporada siguiente es traspasado a Cincinnati Royals junto con Hub Reed a cambio de Dave Piontek. En la temporada 1960-61 ficha por Syracuse Nationals, donde por fin encuentra un hueco en la plantilla. En la temporada siguiente, su mejor como profesional, se convertiría en el tercer mejor anotador de los Nats, por detrás de Hal Greer y Lee Shaffer, promediando 16,7 puntos, a los que había que añadir 7,9 rebotes por partido.
En 1963 el equipo se traslada a Filadelfia, donde durante dos temporadas continúa siendo un hombre importante dentro de la plantilla, aunque fue poco a poco siendo relegado al banquillo. Antes del comienzo de la temporada 1967-68 es incluido en el draft de expansión, siendo elegido por el nuevo conjunto de los San Diego Rockets, donde a pesar de jugar una buena campaña, promediando 13,4 puntos y 5,8 rebotes, acaba siendo de nuevo incluido en un draft de expansión, recalando en Milwaukee Bucks, los cuales lo traspasarían a Detroit Pistons a mitad de temporada a cambio de Rich Niemann.
Su presencia en los Pistons fue testimonial, apurando su etapa profesional al año siguiente con los San Francisco Warriors, ya con 32 años de edad, retirándose al término de la temporada. En el total de su carrera promedió 10,6 puntos y 5,2 rebotes por partido.

## Estadísticas de su carrera en la NBA

##### Temporada regular
| Temporada | Edad | Equipo                 | Liga | P   | TIT | MIN  | TC  | TCA  | %TC   | 3P | 3PA | %3P | TL  | TLA | %TL  | R.OF. | R.DEF. | REB | ASIS | ROB | TAP | PER | FP  | PTS  |
| 1958-59   | 21   | St. Louis Hawks        | NBA  | 2   |     | 3.5  | 0.5 | 0.5  | 1.000 |    |     |     | 0.0 | 0.0 |      |       |        | 1.0 | 0.0  |     |     |     | 1.0 | 1.0  |
| 1959-60   | 22   | TOTAL                  | NBA  | 61  |     | 10.8 | 1.9 | 4.8  | .402  |    |     |     | 1.1 | 1.7 | .651 |       |        | 3.8 | 0.6  |     |     |     | 1.4 | 5.0  |
| 1959-60   | 22   | St. Louis Hawks        | NBA  | 42  |     |      |     |      |       |    |     |     |     |     |      |       |        |     |      |     |     |     |     |      |
| 1959-60   | 22   | Cincinnati Royals      | NBA  | 19  |     |      |     |      |       |    |     |     |     |     |      |       |        |     |      |     |     |     |     |      |
| 1960-61   | 23   | Syracuse Nationals     | NBA  | 79  |     | 26.5 | 5.0 | 12.0 | .419  |    |     |     | 3.7 | 4.5 | .827 |       |        | 7.4 | 1.3  |     |     |     | 3.5 | 13.7 |
| 1961-62   | 24   | Syracuse Nationals     | NBA  | 80  |     | 28.9 | 6.0 | 14.1 | .424  |    |     |     | 4.8 | 5.9 | .817 |       |        | 7.9 | 1.4  |     |     |     | 3.4 | 16.7 |
| 1962-63   | 25   | Syracuse Nationals     | NBA  | 60  |     | 20.6 | 3.9 | 9.0  | .438  |    |     |     | 3.3 | 4.0 | .836 |       |        | 4.8 | 0.8  |     |     |     | 3.2 | 11.2 |
| 1963-64   | 26   | Philadelphia 76ers     | NBA  | 41  |     | 22.6 | 3.6 | 9.2  | .394  |    |     |     | 3.7 | 4.5 | .816 |       |        | 6.2 | 0.9  |     |     |     | 3.9 | 11.0 |
| 1964-65   | 27   | Philadelphia 76ers     | NBA  | 80  |     | 24.9 | 4.5 | 10.8 | .412  |    |     |     | 3.7 | 4.6 | .813 |       |        | 5.9 | 1.4  |     |     |     | 3.5 | 12.6 |
| 1965-66   | 28   | Philadelphia 76ers     | NBA  | 72  |     | 14.8 | 2.3 | 6.1  | .384  |    |     |     | 2.2 | 2.6 | .850 |       |        | 3.8 | 1.0  |     |     |     | 2.6 | 6.9  |
| 1966-67   | 29   | Philadelphia 76ers     | NBA  | 63  |     | 12.0 | 2.4 | 5.5  | .435  |    |     |     | 1.7 | 2.0 | .856 |       |        | 3.1 | 0.7  |     |     |     | 2.3 | 6.5  |
| 1967-68   | 30   | San Diego Rockets      | NBA  | 80  |     | 21.9 | 4.7 | 10.7 | .440  |    |     |     | 4.0 | 4.7 | .847 |       |        | 5.8 | 1.2  |     |     |     | 3.2 | 13.4 |
| 1968-69   | 31   | TOTAL                  | NBA  | 59  |     | 15.7 | 3.6 | 7.9  | .452  |    |     |     | 2.7 | 3.3 | .815 |       |        | 4.4 | 0.8  |     |     |     | 2.7 | 9.8  |
| 1968-69   | 31   | Milwaukee Bucks        | NBA  | 34  |     | 18.4 | 4.4 | 9.5  | .464  |    |     |     | 3.2 | 3.9 | .827 |       |        | 5.3 | 0.9  |     |     |     | 2.9 | 12.1 |
| 1968-69   | 31   | Detroit Pistons        | NBA  | 25  |     | 12.1 | 2.4 | 5.7  | .423  |    |     |     | 2.0 | 2.5 | .790 |       |        | 3.1 | 0.6  |     |     |     | 2.4 | 6.8  |
| 1969-70   | 32   | San Francisco Warriors | NBA  | 73  |     | 13.0 | 2.5 | 6.4  | .399  |    |     |     | 2.1 | 2.5 | .839 |       |        | 3.3 | 0.8  |     |     |     | 2.4 | 7.2  |
| Total     |      |                        | NBA  | 750 |     | 19.6 | 3.8 | 8.9  | .420  |    |     |     | 3.1 | 3.7 | .822 |       |        | 5.2 | 1.0  |     |     |     | 2.9 | 10.6 |

##### Playoffs
| Temporada | Edad | Equipo             | Liga | P  | MIN | TCA | TC  | 3PA | 3P | TLA | TL  | R.OF. | REB | ASIS | ROB | TAP | PER | FP  | PTS | %TC  | %3P | %FT   | MIN  | PTS  | REB | AST |
| 1960-61   | 23   | Syracuse Nationals | NBA  | 8  | 208 | 34  | 95  |     |    | 32  | 41  |       | 55  | 12   |     |     |     | 33  | 100 | .358 |     | .780  | 26.0 | 12.5 | 6.9 | 1.5 |
| 1961-62   | 24   | Syracuse Nationals | NBA  | 5  | 170 | 17  | 54  |     |    | 22  | 25  |       | 45  | 4    |     |     |     | 22  | 56  | .315 |     | .880  | 34.0 | 11.2 | 9.0 | 0.8 |
| 1962-63   | 25   | Syracuse Nationals | NBA  | 5  | 75  | 10  | 34  |     |    | 12  | 13  |       | 16  | 0    |     |     |     | 14  | 32  | .294 |     | .923  | 15.0 | 6.4  | 3.2 | 0.0 |
| 1963-64   | 26   | Philadelphia 76ers | NBA  | 5  | 149 | 24  | 60  |     |    | 21  | 27  |       | 29  | 8    |     |     |     | 23  | 69  | .400 |     | .778  | 29.8 | 13.8 | 5.8 | 1.6 |
| 1964-65   | 27   | Philadelphia 76ers | NBA  | 10 | 132 | 16  | 48  |     |    | 30  | 34  |       | 23  | 6    |     |     |     | 31  | 62  | .333 |     | .882  | 13.2 | 6.2  | 2.3 | 0.6 |
| 1965-66   | 28   | Philadelphia 76ers | NBA  | 5  | 82  | 11  | 29  |     |    | 8   | 11  |       | 14  | 4    |     |     |     | 14  | 30  | .379 |     | .727  | 16.4 | 6.0  | 2.8 | 0.8 |
| 1966-67   | 29   | Philadelphia 76ers | NBA  | 5  | 24  | 6   | 11  |     |    | 6   | 6   |       | 6   | 2    |     |     |     | 6   | 18  | .545 |     | 1.000 | 4.8  | 3.6  | 1.2 | 0.4 |
| Total     |      |                    | NBA  | 43 | 840 | 118 | 331 |     |    | 131 | 157 |       | 188 | 36   |     |     |     | 143 | 367 | .356 |     | .834  | 19.5 | 8.5  | 4.4 | 0.8 |